# Vimba melanops
Vimba melanops es una especie de peces de la familia
Cyprinidae en el orden de los Cypriniformes.

## Morfología
- Los machos pueden llegar alcanzar los 32 cm de longitud total.[1][2]

## Alimentación
Come invertebrados y plantas.

## Hábitat
Es un pez de agua dulce y de clima templado.

## Distribución geográfica
Se encuentra en los ríos de la  cuenca del  Mar Egeo en Grecia, y el noroeste de Turquía (Tracia ).